# Anatole Chabouillet
Pour les articles homonymes, voir Chabouillet.
Pierre Marie Anatole Chabouillet, né à Paris le 18 juillet 1814 et mort dans la même ville le 5 janvier 1899, est un numismate, chercheur et conservateur français.

## Biographie
Il entre en 1832 au Cabinet des Médailles de la Bibliothèque nationale de France où il reste en poste plus de cinquante huit ans, période au cours de laquelle le duc de Luynes fait la donation de ses collections. Il a été nommé conservateur sous-directeur du département des médailles et des antiques par le décret du 2 décembre 1859,.

## Carrière
- 1858 - 1883 : secrétaire de la section archéologie du comité des travaux historiques des Sociétés savantes, fonction qui lui est retirée en 1883. Vice-président du comité des travaux historiques et scientifiques, section archéologie.
- 1859 - 1890 : conservateur du département des monnaies, médailles et antiques de la Bibliothèque nationale de France jusqu'à sa retraite. Il est remplacé par Henri Lavoix.
- 1861 - 1884 : membre résidant de la Société nationale des antiquaires de France. Président en 1869.
- 1868 : membre de l'association pour l'encouragement des études grecques en France.

## Décorations
- Officier de la Légion d'honneur (1870)[4]
- Officier de l'Instruction publique[5]

## Ouvrages d'Anatole Chabouillet
(liste non exhaustive)
- Catalogue général et raisonné des camées et pierres gravées de la Bibliothèque impériale : suivi de la description des autres monuments exposés dans le Cabinet des médailles et antiques, Paris, Cabinet des médailles/J. Claye/Rollin, 1858 (lire en ligne).
- « Inscription mithriaque du Cabinet des médailles et antiques de la Bibliothèque impériale », Revue archéologique, vol. 13,‎ janvier-juin 1866, p. 322-325 (lire en ligne)
- « Camée du grand-mogol Chah-Djihan », Revue archéologique, vol. 19,‎ janvier-juin 1869, p. 425 (lire en ligne)
- Recherches sur les origines du Cabinet des médailles et particulièrement sur le legs des collections de Gaston, duc d'Orléans, au roi Louis XIV, Paris, 1874 (lire en ligne)
- Le camée représentant l'apothéose de Napoléon Ier, gravé par M. Ad. David d'après le plafond d'Ingres, Paris, Eugène Belin libraire-éditeur, 1879 (lire en ligne).
- « Note sur des inscriptions et des antiquités provenant de Bourbonne-les-Bains données par l'État à la Bibliothèque nationale suivi d'un essai de catalogue général des monuments épigraphiques relatifs à BORVO et à DAMONA », Revue archéologique, vol. 39,‎ janvier-juin 1880, p. 18-37, 65-85, 129-145 (lire en ligne), janvier-juin 1881, vol. 41, p. 292-310.
- « Étude sur quelques camées du Cabinet des Médailles », Gazette archéologique,‎ 1885, p. 396-401 (lire en ligne), 1886, (lire en ligne) p. 16-24, 139-160, 169-179.
- Catalogue des monnaies gauloises de la Bibliothèque nationale, rédigé par Ernest Muret et publié par les soins de M A. Chabouillet, Paris, E. Plon, Nourrit et Cie imprimeurs-éditeurs, 1889 (lire en ligne).
- Catalogue raisonné de la collection des deniers mérovingiens des VIIe et VIIIe siècles de la trouvaille du Cimiez donnée au Cabinet des Médailles de la Bibliothèque nationale de France, mise en forme par Arnold Morel-Fatio et publiée par Anatole Chabouillet, 1890, Rollin & Feuardent, 1890 (lire en ligne).